# كريس ويبر
كريس ويبر (بالإنجليزية: Chris Webber) مواليد 1 مارس 1973 في ديترويت، هو لاعب كرة سلة أمريكي سابق بدأ مسيرته الاحترافية في سنة 1993. يبلغ طوله 6 قدم 10 بوصة (2.1 م). اعتزل اللعب في 2008.

## فرق لعب لها
- غولدن ستايت ووريورز
- واشنطن ويزاردز
- سكرامنتو كينغز
- فيلادلفيا سفنتي سيكسرز
- ديترويت بيستونز

## روابط خارجية
- كريس ويبر على موقع إن بي أي (الإنجليزية)
- كريس ويبر على موقع سبورتس رفرنس (الإنجليزية)
- كريس ويبر على موقع كرة السلة الأوروبية.كوم (الإنجليزية)
- كريس ويبر على موقع كلية كرة السلة في سبورتس رفرنس.كوم (الإنجليزية)
- كريس ويبر على موقع ريلجم (الإنجليزية)
- كريس ويبر على موقع بروبوليرز (الإنجليزية)